# Artur Płatek
Artur Płatek (ur. 2 czerwca 1970 w Pyskowicach) – polski piłkarz, trener i działacz piłkarski.

## Kariera piłkarska
Grał na pozycji obrońcy w Walce Makoszowy, Górniku Zabrze, Górniku Pszów, Polonii Bytom, Rakowie Częstochowa (4 mecze w I lidze), Orle Bobrowniki oraz niemieckich SV Wilhelmshaven 92 (III liga), Sportfreunde Siegen (III liga) i VfL Hamm/Sieg (IV liga). 

## Kariera trenerska
W VfL Hamm/Sieg w latach 2002–2003 był grającym trenerem. Następnie prowadził jako asystent Jahn Regensburg (III liga), Rot Weiss Ahlen (2004–2005, II liga) po czym wrócił do Polski i w latach 2005–2006 był asystentem Dariusza Kubickiego w Polonii Warszawa (I liga, spadek), w latach 2006–2007 był początkowo asystentem tego samego trenera w Górniku Łęczna, I trenerem od 19 sierpnia do 21 sierpnia 2006, a następnie asystentem Krzysztofa Chrobaka (I liga, karna degradacja do III ligi w wyniku afery korupcyjnej).
Po zwolnieniu Ryszarda Tarasiewicza znalazł zatrudnienie jako I trener Jagiellonii Białystok. Jego zespół zajął II miejsce II lidze, dzięki czemu awansował do Orange Ekstraklasy. W sezonie 2007/2008 jego zespół spisywał się bardzo dobrze, był najlepszym z beniaminków i siedemnastu kolejkach zajmował 9. miejsce, pomimo kłopotów finansowych i braku licencji dla trenera. Po sześciu porażkach z rzędu szkoleniowca zwolniono 27 kwietnia 2008 roku, dzień po porażce z Odrą Wodzisław 2:3. Następnego dnia ok. 1000 kibiców uroczyście pożegnało trenera. Następnie podjął pracę asystenta trenera Uwe Rapoldera w klubie 2. Bundesligi TuS Koblenz. 27 października 2008 Artur Płatek został trenerem Cracovii, którą prowadził do 12 sierpnia 2009. Dnia 10 listopada 2010 został nowym szkoleniowcem Pogoni Szczecin
Od 24 sierpnia 2011 do 1 listopada 2011 pełni funkcję pierwszego trenera Warty Poznań. Odbył staże trenerskie w FC Schalke 04 i VfL Bochum. Został skautem dla Borussii Dortmund. 

## Pozostała działalność
W 2018 roku został koordynatorem pionu sportowego w Górniku Zabrze, a w 2023 dyrektorem sportowym bułgarskiego klubu Botew Płowdiw.

## Życie prywatne
Syn Andrzeja Płatka.